# 德勒戈埃什蒂鄉 (沃爾恰縣)
44°48′40″N 24°17′30″E / 44.8110°N 24.2917°E
德勒戈埃什蒂鄉（羅馬尼亞語：Comuna Drăgoești, Vâlcea），是羅馬尼亞的鄉份，位於該國西南部，由沃爾恰縣負責管轄，面積29平方公里，海拔高度167米，2002年人口2,235，人口密度每平方公里78人。